# النا تکاچنکو
النا تکاچنکو (به انگلیسی: Elena Tkachenko) ژیمناست زادهٔ ۳۱ ژوئیهٔ ۱۹۸۳ میلادی اهل کشور بلاروس است.